# Eria deliana
Eria deliana är en orkidéart som beskrevs av Johannes Jacobus Smith. Eria deliana ingår i släktet Eria och familjen orkidéer. Inga underarter finns listade i Catalogue of Life.